# نووارا
شهر نووارا (به ایتالیایی: Novara) با جمعیت ۱۰۲٬۸۶۲ نفر در ناحیه پیمونت در کشور ایتالیا واقع شده‌است.